# Raoul de Pontbriant
Raoul de Pontbriant  (* 1811; † 1891) war ein französisch-rumänischer Romanist, Rumänist, Übersetzer und Lexikograf.

## Leben und Werk
Pontbriant war Professor für Französisch in Rumänien. Er übersetzte Ovid ins Rumänische und publizierte 1862 ein rumänisch-französisches Wörterbuch mit 28.000 rumänischen Einträgen und etymologischen Hinweisen.

## Werke
- Dicțiunaru Româno-Francesu, Bukarest/Paris/Leipzig/Göttingen 1862 (794 Seiten)